# AKB恐怖夜 腎上腺素之夜
《AKB恐怖夜 腎上腺素之夜》（日語：アドレナリンの夜），2015年10月8日起每週四凌晨1:41 - 1:56（JST）播出的日本短篇電視劇，此劇改編自秋元康於2009年創作之小說《腎上腺素之夜》，奇數集於朝日電視台播出，偶數集於付費頻道播出。

## 企畫製作
此劇每週由48家族共40名成員各擔綱一集之主演，經由網路投票及審查員投票，最終階段勝出者則為2016年朝日電視台秋季連續劇之主演者。

## 各話概要

### 第1話 剪刀
- 主演：木崎由里亞
- 以成為理髮師並開設理髮院為夢想的一美（木崎由里亞 飾）和好友薫前往東京發展。然而，薫卻遭遇了交通事故，未能和一美實現夢想即不幸身亡。突遭打擊的一美不僅從專門學校退學，也沒有回老家。一美心灰意冷的收下了好友母親贈送的薰的遺物，把遺物「剪刀」帶回家，而薰生前的心願即是親自幫一美剪髮。某日，一美沖澡後擦乾頭髮時，不知為何自己竟大量的掉髮……。

### 第2話 湯
- 主演：須田亞香里
- 在湯頭評價絕佳而顧客大排長龍的拉麵店打工的美樹（須田亞香里 飾），暗戀著工作能力優秀的店長繁。某日，以「想知道湯頭配方」為由的美樹進入了繁的房間，沒想到，竟偶然得知了繁能夠做出美味湯頭的不可告人之恐怖祕密……。

### 第3話 寄放物
- 主演：山本彩
- 某日，宅配業者送來了一個箱子，因收件人鄰居不在家，杏奈（山本彩 飾）只好暫代鄰居簽收。然而，不管等多久，鄰居都沒有回家的跡象。箱子寫著「活體」，經過一段時間後果然開始散發出一股異味。到了深夜，箱子突然動了！好奇紙箱裡究竟裝了什麼的杏奈戰戰兢兢地打開紙箱，而從箱子裡跑出來的竟然是……。

### 第4話 打錯的電話
- 主演：古畑奈和
- 獨居的希（古畑奈和 飾）在某天夜晚，接到了一通不認識的男子打來的電話。原來是一個無法忘懷車禍喪生女友的電話號碼而撥了同個號碼來的男子。希同情男子對往昔女友的深情，和男子講了電話。但隔天深夜，電話再度響起。就算不接電話，不知為何竟也能聽到男子那位死去的女友的聲音……。

### 第5話 分身
- 主演：宮脇咲良
- 某日，朱里（宮脇咲良 飾）的好友綾香（小野花梨 飾）一臉嚴肅的向朱里表示，「我見到另一個自己了」。此即為「分身」，據說見到分身現象的人必定會遭遇死亡的命運。隔天，綾香果然不見蹤影。而其後好不容易再次出現的綾香，則向朱里表示「找到不會死的方法了」。這方法即是在自己被殺之前，先殺掉自己的分身……。

### 第6話 斑
- 主演：大場美奈
- 明日香（大場美奈 飾）在朋友美加房間裡的牆壁上，發現了一個人臉圖案的斑紋。然而，幾天後這個斑紋卻消失了。而明日香卻在自己房間的牆壁上看見和美加房間一樣的斑紋。不想看見此圖案的明日香，用東西遮住後出門。回到家後，發現牆壁附近又有燒焦的斑紋。不會吧！？明日香將壁掛移開後，出現的是……。

### 第7話 電梯
- 主演：渡邊麻友
- 結束加班趕著回家的真由美（渡邊麻友 飾）慌慌張張的衝進電梯，但電梯突然停了下來。被嚇到的真由美按了緊急通話按紐，卻全無回應。結果，不知為何電梯門打開了，一名陌生男子走了進來。電梯門一關上，男子竟一步步近逼，並表示「終於……能和妳獨處了」。真由美對著監視器尖叫求助，此時男子向她伸出手……。

### 第8話 新郎人偶
- 主演：須藤凜凜花
- 大學生惠里子（須藤凜凜花 飾）邀請剛開始交往的學長甲本到自己住處。房間裡，擺著惠里子小學時因車禍過世的青梅竹馬博之的日式人偶紀念物。是新郎和新娘配對成雙的一對人偶。看到人偶的甲本表示「好不舒服」，於是將人偶帶走打算丟掉。當天夜晚，甲本遭遇意外被卡車撞死。出現在哭喊的惠里子眼前的是……。

### 第9話 現場直播
- 主演：渡邊美優紀[4]
- 錄製直播的綜藝節目，笑著表示「真要說的話自己是比較男孩子的性格」的療癒系藝人美夕（渡邊美優紀 飾），看見整人企劃正突襲自己住處時，瞬間笑容凍結。美夕對於擅自翻動自己私物的主持人感到十分不悅，吼著「不要進我寢室！」但播報員小庭無視生氣的美夕，逕自打開房門……。

### 第10話 兜風
- 主演：田野優花
- 由加理（田野優花 飾）坐上男友慎二駕駛的車子，奔馳在漆黑的山路上。此時，貌似有人突然衝出。慎二叫由加理下車探看情況，但四處都不見人影。結果發現不知為何發現一個其上繫著繩子的玩偶，兩人看見車窗玻璃上沾了血跡……。而發狂似的慎二衝出車外獨留由加理一人，此時，由加理看見車窗外……。

### 第11話 傳真
- 主演：入山杏奈
- 正在找工作的女大學生智美（入山杏奈 飾），在家裡的傳真機不斷收到不認識的人傳來的「死亡通知」。和朋友明里商量後，明里亦無法理解。覺得不舒服的智美用電腦搜尋了上面的名字，發現這是本人在死之前會被傳送出來的訊息。此時，又有一封傳真信傳來！這次被寫在上面的名字竟然是……。

### 第12話 祖母
- 主演：大島涼花
- 高中生萌（大島涼花 飾）擔心都不接電話的祖母，於是獨自前往祖母家探訪。幸好祖母平安無事，但模樣卻有些不對勁。當晚，萌做了惡夢，雖然祖母叮囑過「絕對不能打開儲藏室的門」，但萌還是忍不住打開了！出現的是……。

### 第13話 咚咚
- 主演：柏木由紀
- 剛搬到新家的佐奈（柏木由紀 飾）在某天夜裡，聽到「咚咚！」激烈的敲窗戶聲音，伴隨著女子的求救呼聲。雖然佐奈害怕的拉開了窗簾，卻空無一人。期間，佐奈聽聞自己住的屋子在一年前，住著一位被殺害的OL。而其後，佐奈再度聽到了敲窗聲……。一邊顫抖著拉開窗簾的佐奈，看見窗戶上沾滿了無數個血手印……。

### 第14話 影片投稿
- 主演：高柳明音
- 女大學生園美（高柳明音 飾），喜歡把自己拍攝的影片上傳到網路。影片拍攝的是發生過事故之房子，能證明房子中是否住著鬼魂。某天深夜，園美剪輯影片時，隱隱感覺視線內有人，但實際上房間裡卻沒有其他人在。而且，影片中竟然有一隻沒看過的手被錄了進去！而園美為了賺點閱數，請託好友扮演鬼，計畫在網路直播……。

### 第15話 坑
- 主演：白間美瑠
- 與母親一起生活的高中生遙香（白間美瑠 飾），一直夢見誰在挖著巨大的「坑」。母親去旅行的某天，遙香邀朋友一起開party。偶然間，遙香發現院子裡有掩藏著的巨石，而這竟然是和夢中一模一樣的石頭。認為事有蹊蹺的遙香，拿鏟子開始挖掘石頭周圍的地方。埋在那裡的竟是…。

### 第16話 女主角
- 主演：朝長美櫻
- 高中電影研究社社員亞津子（朝長美櫻 飾）被選為下部影片的女主角。但拍攝過程中，亞津子弄壞了攝影機。雖然拿了倉庫中的舊攝影機來取代拍攝工作，但卻拍到了不知名女子看著亞津子的畫面。而這女子竟是在拍攝過程中身亡的電影研究社社員女主角！結果，燈光突然被關掉，畫面開始放映……。

### 第17話 室友
- 主演：兒玉遙
- 因為第一次和室友過同居生活，彩織（兒玉遙 飾）感到興奮。以最年長的美由季為首的室友們人都很好，但唯獨茜給人感覺怪怪的。當晚，美由季給了彩織一本筆記本，上面寫了「禁止使用手機」、「禁止外食」等種種不合常理的規定。某天，彩織發現茜的房間空著，於是詢問美由季，結果……。

### 第18話 中大獎
- 主演：柴田阿彌
- 平凡的上班族貴子（柴田阿彌 飾）夢見自己中了大獎，於是買彩票變成了生活中最期待的事。某天，有位男子出現在她眼前，給了她投資公司的宣傳介紹冊。雖然貴子已完全不記得此事，但自那時候起，便接連不斷的有人向自己索取金錢，包括要求捐錢的女子、公司的後輩、高中的同學，甚至連母親也向自己開口要錢。遭受打擊的貴子再也無法忍受……。

### 第19話 報恩
- 主演：谷口惠
- 和男友勇斗分手而心情不好的女高中生由紀（谷口惠 飾），某天在天橋上救了一位想要自殺的女子。女子向由紀感謝的表示「我一定會還妳的恩情」。而由紀雖因助人而開心，卻聽聞前男友的女友因意外而臉部受重傷，由紀感到不寒而慄。「這是機會喲！」聽到這句話驚嚇得回頭的由紀，發現站在眼前的是……。

### 第20話 男友的老家
- 主演：森保圓
- 菜菜子（森保圓 飾）和男友高志一起前往拜訪高志的老家，但老家卻是像廢墟一般的集合住宅。出來迎接兩人的是衣衫襤褸的母親臨月和高志的七個弟弟妹妹。孩子們住在盡是垃圾的屋裡，而高志的父親也帶回了一包肉，於是菜菜子戰戰兢兢地和男友家人圍在餐桌吃飯。這時，菜菜子發現剛剛還在屋裡玩的其中一個弟弟不見了……。

### 第21話 姐姐
- 主演：向井地美音
- 某日，育子（向井地美音 飾）感到身體不適，但雙親和妹妹麻奈卻對育子極為冷淡。自從那次之後，育子開始覺得家人的樣子十分不對勁，而且自己的手臂還會出現不知原因的淤青。到了晚上，育子因惡夢驚醒後，發現妹妹麻奈在黑暗中拿著針筒慢慢的逼近……。

### 第22話 討厭老師
- 主演：小嶋陽菜
- 幼稚園老師楓（小嶋陽菜 飾）和孩子們開心的玩耍時，由某處投來令人不寒而慄的目光，目光的主人是其中一個名叫勇氣的孩子。他無表情的凝視著楓，說「討厭老師」後，即轉身離開。到了吃點心時間，勇氣向楓發出怪聲，而其他小孩亦同樣無表情的凝視著楓，並開始喊叫，大家甚至撲向楓老師…。

### 第23話 還有一個人
- 主演：加藤玲奈
- 大學生翔子（加藤玲奈 飾）不顧父親與哥哥的擔心，開始過起獨居生活。但翔子感覺房間裡似乎還有別人在，於是在毛骨悚然之下向學長商量。不到幾天，家裡的信箱中竟然有翔子和學長的合照。打開家裡的櫃子，也有零食和毯子等別人在此生活所留下的痕跡。究竟是誰！？心慌之下打了電話求助的翔子，卻聽見房裡傳來了手機鈴聲……。

### 第24話 音樂盒
- 主演：島崎遙香
- 大學生麻里子（島崎遙香 飾）在詭異的骨董店獲得一個「能實現願望的音樂盒」。某日，麻里子得知自己喜歡的學長和好友惠子要去滑雪過夜而感到嫉妬。於是麻里子轉動音樂盒的發條後，沒想到惠子告知麻里子滑雪一事突然取消了。因此，麻里子為了實現更多願望而再度轉動發條，結果她的頭……。

### 第25話 8
- 主演：高橋南[5]
- 人氣藝人瞳（高橋南 飾）一醒來，發現自己置身於純白一片的無人房間裡。四肢被鍊子綁住且被塑膠袋套住頭的瞳拼命掙脫，在呼吸開始變得困難之下雖成功移除了塑膠袋，但瞳對於自己的處境仍完全無法理解，於是開始大聲呼救。此時，發現床上放了一張上面寫著「1」的紙片……。

### 第26話 為了朋友
- 主演：小嶋真子
- 高中生晴子（小嶋真子 飾）與好友奈緒美一起過夜旅行，但奈緒美卻突然臉色變差，而被送進了當地的醫院。主治醫師告知晴子，奈緒美必須盡快進行手術，而且奈緒美的血型是A型RH陰性。恰好同血型的晴子，決定為了奈緒美捐血，但情況並非如此單純……。

### 第27話 死舞
- 主演：藤田奈那
- 某日，優子（藤田奈那 飾）循著偶然間聽到的笛聲，從路旁一間日本舞教室的窗戶往裡探。教室中有一位優雅地跳著舞的年輕人清二（今野誠二郎 飾）。沒多久，兩人相戀，優子陷入這段與清二的關係而無法自拔。然而，優子每次在清二面前跳舞時，便會體力衰退、氣力耗損，但優子卻連自己都沒有察覺……。

### 第28話 靈異地點
- 主演：武藤十夢
- 莉乃（武藤十夢 飾）和幾位男女大學生因野外活動而在無人的寂靜夜裡集合。實際上，以前曾有一位女學生從十三號館的屋頂上跳樓自殺，傳聞到了夜晚，此位女學生的魂魄會在晚上出沒。而一行人出於好奇心往十三號館的屋頂前進。自頭徹尾感到害怕的莉乃也提心吊膽的跟在大家身後往前走。到了屋頂，發現等著他們的是……。

### 第29話 胎教
- 主演：北原里英
- 發現自己懷孕，滿懷喜悅的美月（北原里英 飾）決定生下孩子，但男友宏也卻躲著美月。朋友向美月表示，「對肚子裡的寶寶說話對胎教比較好」，於是美月帶著母愛經常對著寶寶說話。某天，不知從何處傳來了嬰兒的聲音……。

### 第30話 同學會
- 主演：宮崎美穗
- 為了赴高中同學會而睽違五年重回老家的美野里（宮崎美穗 飾），聽說了當時給人女王印象的冷酷同學繪梨香已上吊身亡。美野里回憶起了當年因為不敢違抗繪梨香，而對朋友珠美袖手旁觀的記憶。於是，想要為了往昔的過錯向珠美道歉的美野里前往珠美的家……。

### 第31話 還有一位會面者
- 主演：指原莉乃
- 刑警沙也加（指原莉乃 飾）在因為連續殺人事件，前往拘留所探監，與兩年前犯案入獄的一名女死刑犯娜美會面。但同樣兇殺事件卻持續發生。娜美向沙也加表示因為自己是無辜的，而且「另有一位探監者」。其後，戴著黑帽、穿著風衣的真正兇手出現在沙也加面前，沙也加看見了對方，發現竟然是……。

### 第32話 臉部識別
- 主演：藪下柊
- 與三個朋友一起到公園拍照的理沙（藪下柊 飾），不知為何，用數位相機幫友人拍照時，只有其中兩位朋友沒出現臉部識別方框，而背景的池塘中，卻出現一堆臉部識別的方框。感覺詭異的理沙拍完照，迅速將相機收進包包裡。眾人離開現場後，有一只女鞋浮出了池塘水面。其後，某天夜裡，理沙接到了一通電話，得知當天其中一位友人過世了……。

### 第33話 隧道
- 主演：松井珠理奈
- 大學生理奈（松井珠理奈 飾）與廣美走在人煙稀少的隧道中，根據廣美所言，此隧道流傳著一段故事，會有一位抱著嬰兒不知不覺向路人靠近的女子，對路人說「這孩子就拜託你了」。理奈鬧著會害怕的廣美一邊往前走，結果完全看不見出口。此時，從前方傳來了嬰兒的哭聲，而背後有高跟鞋的聲音……。

### 第34話 回家路上
- 主演：岡田奈奈
- 和朋友講電話一邊走在回家路上的里香（岡田奈奈 飾），注意到眼前有一位長髮的女子。掛掉電話後，該位女子還在前方，感覺和自己是同一個回家的方向，而且，貌似是同一棟公寓。翌日，又和該位女子遇上的里香感覺有些詭異，即使繞道延後了回家時間，該位女子還是出現在前方……。

### 第35話 投訴
- 主演：峯岸南
- 深夜，在電視台擔任助手的京子（峯岸南 飾）打算搭計程車，花了一番功夫總算攔到了一輛。坐上車後，司機卻是一副愛理不理的模樣，甚至不知道路。有過類似經驗而且已經被搞得不耐煩的京子忍不住向司機抱怨，表示要投訴車行開除對方。結果，京子發現那司機竟然是……。

### 第36話 占卜
- 主演：中野郁海
- 一早，高中生千紘（中野郁海 飾）喜愛占卜的母親即給了千紘幸運護身符。不相信算命的千紘，卻在回家路上因為護身符的緣故而避掉了一次受傷的危險。母親開心的表示「都是相信占卜」。早餐則是生雞蛋、生米、生肉擺上桌。滿肚子不解的千紘聽到母親說「根據占卜，這星期不要用火吃生的比較好」。千紘看到母親的表情，感覺母親已走火入魔……。

### 第37話 SNS
- 主演：矢倉楓子
- 非常愛使用SNS社群網路的女大學生友里（矢倉楓子 飾），平常喜歡將自拍照、打工的事甚至與分手男友拍的合照傳上網路，只要網友按「讚」即感到開心。某天，有一條「要好好制裁這搞不清楚狀況的女人」的內容被轉發，迅速暴增的按讚數讓友里感到困惑。某日，要外出的友里發現腳踏車的坐墊被劃破……。

### 第38話 不認識的家人
- 主演：大和田南那
- 女高中生真子（大和田南那 飾）的腦中，瞬間閃過不祥的畫面。現在，眼前的雙親其實是冒充者，而自己真正的雙親是被這兩人毒害身亡的。親生父母痛苦的模樣在真子腦中倒帶重現，使真子錯亂。兩位冒充者將紅色液體灌入真子的口中，真子不知不覺昏睡。醒來後，真子再次激烈的抵抗，並從家中跑出，尋求警察的協助……。

### 第39話 捉迷藏
- 主演：高橋朱里
- 正等待著面試電話通知的大學生由美（高橋朱里 飾），發現了公園廁所牆壁上小孩子的塗鴉。順著牆上塗鴉，由美看見了「來玩捉迷藏吧」的字跡。正想打發時間的由美，於是決定加入遊戲，結果最後還是連一個小孩子也沒找著。天色漸暗，由美在回家路上，想起了自己把手機遺忘在公園，於是回頭跑向公園，但......。

### 第40話 人偶的家
- 主演：坂口渚沙
- 葵（坂口渚沙 飾）全家，終於得償所願搬入新居。但葵卻感受到了隔壁空房子的人偶所傳來的詭異視線。某日門口，放著一包由紙所包覆著的東西，包裹中竟是那人偶身上所穿的衣服。感覺噁心怪異的葵打算向父母告知時，父母兩人卻同時因身體不適而陷入沉睡。當晚，葵聽見了不知由何處傳來的剪刀剪東西和縫東西的聲音……。

### 第41話 翻拍
- 主演：橫山由依
- 新晉編劇法子（橫山由依 飾）受製作人的委託，編寫《腎上腺素之夜》的翻拍版，並收到了一本髒汙的舊劇本。法子查了主演女演員的名字，發現了10年前的這部戲是因此位女主角自殺所以未拍攝完。翻拍意願不高的法子，卻接到了製作人的通知，「現在被捲進不妙的事態中了！妳快把這舊劇本燒了！」……。

### 第42話 翻拍～Another～
- 主演：橫山由依
- 承上集，法子（橫山由依 飾）收到了製作人的指示後，她的決定是......？事件的結局究竟會走向什麼樣的發展......？

## 幕後團隊
- 原案：秋元康《腎上腺素之夜》（竹書房）
- 企畫：秋元康
- 劇本：岡本貴也（日语：岡本貴也）、川邊優子（日语：川邊優子）
- 導演：二宮崇（Office Crescendo（日语：オフィスクレッシェンド））、井上雄介、瀧悠輔、大形美佑葵、丸谷俊平、八木毅
- 製作人：杉山登（日语：杉山登）、鈴木祥廣（鈴木さちひろ）、松瀨俊一郎、中澤晉（Office Crescendo）
- 製作出品：朝日電視台

## 播出日程
| 集數 | 播出日         | 標題            | 主演       | 导演       | 编剧       | 其他演員／備註                                                                                     |
| ---- | -------------- | --------------- | ---------- | ---------- | ---------- | -------------------------------------------------------------------------------------------------- |
| 1    | 2015年10月8日  | 剪刀            | 木崎由里亞 | 二宮崇     | 岡本貴也   | 藤原希、三谷悦代、川口圭子                                                                         |
| 2    | 2015年10月8日  | 湯              | 須田亞香里 | 二宮崇     | 岡本貴也   | 篠田光亮                                                                                           |
| 3    | 2015年10月15日 | 寄放物          | 山本彩     | 二宮崇     | 川邊優子   | 大久保了 因《相棒season14》而延後15分鐘播出                                                        |
| 4    | 2015年10月15日 | 打錯的電話      | 古畑奈和   | 二宮崇     | 岡本貴也   | 石田剛太、松岡璃奈子                                                                               |
| 5    | 2015年10月22日 | 分身            | 宮脇咲良   | 井上雄介   | 長谷川圭一 | 小野花梨                                                                                           |
| 6    | 2015年10月22日 | 斑              | 大場美奈   | 二宮崇     | 川邊優子   | 森田望智                                                                                           |
| 7    | 2015年10月29日 | 電梯            | 渡邊麻友   | 井上雄介   | 岡本貴也   | 龍坐 因体育节目而延後4分鐘播出                                                                     |
| 8    | 2015年10月29日 | 新郎人偶        | 須藤凜凜花 | 井上雄介   | 一雫Lion   | 籾木芳仁                                                                                           |
| 9    | 2015年11月5日  | 現場直播        | 渡邊美優紀 | 瀧悠輔     | 川邊優子   | 山田路易53世（山田順三）、弘中綾香（朝日電視台主播）、小庭康正、岡田夏海 因体育节目而延後4分鐘播出 |
| 10   | 2015年11月5日  | 兜風            | 田野優花   | 瀧悠輔     | 岡本貴也   | 倉本發                                                                                             |
| 11   | 2015年11月12日 | 傳真            | 入山杏奈   | 井上雄介   | 岡本貴也   | 塚田帆南 因体育节目而延後14分鐘播出                                                                |
| 12   | 2015年11月12日 | 祖母            | 大島涼花   | 井上雄介   | 岡本貴也   | 小貫加惠                                                                                           |
| 13   | 2015年11月19日 | 咚咚            | 柏木由紀   | 瀧悠輔     | 山岡潤平   | 西海健二郎                                                                                         |
| 14   | 2015年11月19日 | 影片投稿        | 高柳明音   | 瀧悠輔     | 川邊優子   | 田中沙季                                                                                           |
| 15   | 2015年11月26日 | 坑              | 白間美瑠   | 瀧悠輔     | 岡本貴也   | 長田奈麻、龜井有馬                                                                                 |
| 16   | 2015年11月26日 | 女主角          | 朝長美櫻   | 二宮崇     | 一雫Lion   | 赤楚衛二、宮坂健太、金澤美穗、夏洛克麗良、原舞                                                     |
| 17   | 2015年12月3日  | 室友            | 兒玉遙     | 二宮崇     | 守口悠介   | 入山法子、護麻奈、指出瑞貴                                                                         |
| 18   | 2015年12月3日  | 中大獎          | 柴田阿彌   | 瀧悠輔     | 川邊優子   | 森山榮治、莎拉、高橋修                                                                             |
| 19   | 2015年12月10日 | 報恩            | 谷口惠     | 二宮崇     | 守口悠介   | 伊藤麻實子、新川五朗 因体育节目而延後5分鐘播出                                                     |
| 20   | 2015年12月10日 | 男友的老家      | 森保圓     | 二宮崇     | 長谷川圭一 | 赤星昇一郎、水木薫、福山翔大                                                                       |
| 21   | 2015年12月17日 | 姐姐            | 向井地美音 | 二宮崇     | 川邊優子   | 中島博子、櫻井聖、山岡愛姫                                                                         |
| 22   | 2015年12月17日 | 討厭老師        | 小嶋陽菜   | 二宮崇     | 一雫Lion   | 大村一真、小路哲                                                                                   |
| 23   | 2015年12月24日 | 還有一個人      | 加藤玲奈   | 二宮崇     | 山本清史   | 西澤仁太、佐伯亮、笹井雄吾                                                                         |
| 24   | 2015年12月24日 | 音樂盒          | 島崎遙香   | 二宮崇     | 中元昇     | 大後壽壽花、大山菟                                                                                 |
| 25   | 2016年1月7日   | 8               | 高橋南     | 二宮崇     | 一雫Lion   | 12月31日因年底特別節目暫停一週                                                                     |
| 26   | 2016年1月7日   | 為了朋友        | 小嶋真子   | 二宮崇     | 川邊優子   | 石崎夏美、森田甘孜                                                                                 |
| 27   | 2016年1月14日  | 死舞            | 藤田奈那   | 二宮崇     | 一雫Lion   | 今野誠二郎、小松美咲                                                                               |
| 28   | 2016年1月14日  | 靈異地點        | 武藤十夢   | 二宮崇     | 岡本貴也   | 堀越光貴、小林瑞紀、堀内綠、安田彩奈                                                               |
| 29   | 2016年1月21日  | 胎教            | 北原里英   | 井上雄介   | 守口悠介   | 日向寺雅人、土井玲奈、本多力                                                                       |
| 30   | 2016年1月21日  | 同學會          | 宮崎美穗   | 八木毅     | 長谷川圭一 | 小野桃花、小俣里奈、神道寺越生                                                                     |
| 31   | 2016年1月28日  | 還有一位會面者  | 指原莉乃   | 二宮崇     | 長谷川圭一 | 江口德子                                                                                           |
| 32   | 2016年1月28日  | 臉部識別        | 藪下柊     | 丸谷俊平   | 山岡潤平   | 星村優、松島廣太郎、鈴木林妥、瑪莉亞百合子                                                         |
| 33   | 2016年2月3日   | 隧道            | 松井珠理奈 | 二宮崇     | 岡本貴也   | 森迫永依、播田美保                                                                                 |
| 34   | 2016年2月3日   | 回家路上        | 岡田奈奈   | 井上雄介   | 守口悠介   | 越村公一、市來游子                                                                                 |
| 35   | 2016年2月10日  | 投訴            | 峯岸南     | 大形美佑葵 | 川邊優子   | 池田振、篠原剛                                                                                     |
| 36   | 2016年2月10日  | 占卜            | 中野郁海   | 井上雄介   | 川邊優子   | 村岡希美、麗奈、足立龍彌、有川知江                                                                 |
| 37   | 2016年2月17日  | SNS             | 矢倉楓子   | 丸谷俊平   | 山岡潤平   | 竹森千人、沖山翔也                                                                                 |
| 38   | 2016年2月17日  | 不認識的家人    | 大和田南那 | 二宮崇     | 長谷川圭一 | 田上寬、中島奏、安田裕、大村沙亞子、辻大樹                                                         |
| 39   | 2016年2月25日  | 捉迷藏          | 高橋朱里   | 二宮崇     | 北川陽子   | 山田伊久磨、井上祐子、齊藤禮奈                                                                     |
| 40   | 2016年2月25日  | 人偶的家        | 坂口渚沙   | 井上雄介   | 川邊優子   | 森下真尋、服部桂吾、笹川朝日                                                                       |
| 41   | 2016年3月3日   | 翻拍            | 橫山由依   | 井上雄介   | 山本清史   | 遠藤要、松尾薫                                                                                     |
| 42   | 2016年3月3日   | 翻拍～Another～ | 橫山由依   | 井上雄介   | 山本清史   | 遠藤要、松尾薫                                                                                     |

## 衍生作品
- 朗讀劇：2015年10月6日至10月13日，以秋元康同名小說為原案的劇碼《腎上腺素之夜》於東京六本木Zepp Blue Theater（日语：六本木ブルーシアター）公演[6][7]，導演為堤幸彥，總共有90名成員出演。
- 劇本小說：2015年10月29日，發行以此劇實際播出內容為原案的文庫本小說。

## 外部連結
- 朝日電視台官方網站（页面存档备份，存于）（日語）
- AKB恐怖夜 腎上腺素之夜的X（前Twitter）（日語）
- 朗讀劇官方網站（日語）

| 臺灣 WAKUWAKU JAPAN 星期五 23:15 - 00:45 | 臺灣 WAKUWAKU JAPAN 星期五 23:15 - 00:45  | 臺灣 WAKUWAKU JAPAN 星期五 23:15 - 00:45 |
| ---------------------------------------- | ----------------------------------------- | ---------------------------------------- |
|                                          | AKB驚悚之夜 腎上腺素之夜 （2016.10.15－） |                                          |
| （2016.10.7）                            | 女子走透透                                |                                          |